# Мозырьсоль
ОАО «Мозырьсоль» (бел. ААТ «Мазырсоль») — белорусское предприятие по производству поваренной соли, расположенное в городе Мозыре Гомельской области. Входит в концерн «Белгоспищепром».

## История
Строительство предприятия началось в 1974 году, дирекция строительства было создана 21 января 1974 года. Строительством занимался строительно-монтажный трест № 6 «Мозырьпромстрой». Мозырский солевыварочный комбинат введён в эксплуатацию в 1982 году, первая продукция была выпущена в декабре 1982 года. Первоначально подчинялся Министерству пищевой промышленности БССР, в декабре 1985 года вошёл в состав Государственного агропромышленного комитета (Госагропрома) БССР. В 1988 году комбинат вышел на проектную мощность в 360 тыс. тонн соли в год.
В 1997 году комбинат преобразован в открытое акционерное общество «Мозырьсоль». Технология производства основана на методе выпаривания соли из очищенного рассола. В 2014—2016 годах предприятие модернизировано, производственные мощности увеличены до 480 тыс. тонн.

## Сырьевая база
Предприятие использует Мозырское месторождение каменной соли в 5 километрах южнее города, сформировавшееся в позднедевонский период. Соль залегает пластами на глубине 699—734 метра и содержит 81—99% NaCl и 0,4—3,5% нерастворимых остатков. Промышленные запасы в 1999 году оценивались в 600 млн тонн.

## Современное состояние
Выпускает соль пищевую, соль для водоподготовки, соль посолочно-нитритную, сухие приправы.
Предприятие является одним из валообразующих для города и Мозырского района. В 2016 году государству в лице концерна «Белгоспищепром» принадлежало 88,88% акций ОАО.
Генеральный директор с апреля 2021 года — Владимир Дворник.

## Достижения
- За достижение в 2023 году наилучших показателей в сфере социально-экономического развития ОАО «Мозырьсоль» признан победителем соревнования и занесен на Республиканскую доску Почёта[13].